# Попов Олексій Олексійович
Олексій Олексійович Попов (24 травня 1916, Північна Маньчжурія — 21 лютого 1988, Одеса) — художник живописець, член Спілки художників СРСР (з 1948 року), заслужений художник УРСР (1975).

## Коротка біографічна справка
Народився у 1916 році в Дальньосхідному краї (на станції Хайлар). З 1934 року постійно брав участь в обласних, республіканських, всесоюзних та зарубіжних виставок. У 1934 році переїхав з родиною в Україну. 1941 році закінчив Одеський будівельний інститут (архітектурний факультет). Тут живопис, композицію та малюнок викладали відомі художники, заслужені діячі мистецтва Ю. Р. Бершадський, О. Б. Постель, а також професори архітектури М. В. Замечек і Й. Д. Зейлігером. Можливо останні і прищепили Попову любов до урбаністичного пейзажу. Відразу по закінченню інституту Олексій Попов пішов на фронт. Після завершення війни повернувся до Одеси i починав плідно працювати. 1948 року вступив до Спілки художників СРСР. З 1949 року постійний член правління Одеської організації Спілки художників УРСР. Неодноразово обирався членом правління Спілки художників УРСР.
Помер в Одесі 1988 року. Похований на 2-му християнському кладовищі.

## Нагороди
- 1951 р. - Нагороджений медаллю Комітету з питань мистецтва при Раді Міністрів УРСР за творчі успіхи.
- 1960 р. - Нагороджений орденом "Знак Пошани".
- 1968 р. - Нагороджений Почесною грамотою Президії Верховної Ради УРСР за успіхи в розвитку радянського мистецтва.
- 1971 р. - Нагороджений медаллю "Ветеран праці".
- 1975 р. - Надано звання заслуженого художника УРСР.
- 1978 р. - Нагороджений медаллю переможця конкурсу "Мистецтво - народу", організованого газетою "Правда України" та Спілкою художників УРСР.
- 1986 р. - Нагороджений Грамотою Президії Верховної Ради УРСР.
- 1986 р. - Нагороджений орденом Вітчизняної війни ІІ ступеня,
- медалі "За відвагу", "За перемогу над Німеччиною у Великій Вітчизняній війні 1941-1945 рр." та ін.

## Творчість
Дебютні твори митця, що вперше з'являються на виставках були присвячені подіям Другої світової війни. У полотнах «Прорив над Доманівкою» (1947), «На перевалі. Карпати» (1948) він прагне не тільки документально зафіксувати, а й узагальнити в художніх образах події, учасником яких був він сам.
Велике місце в творчості Попова займають полотна, присвячені труднощам перших повоєнних років. Це такі роботи, як «Дизель-електрохід „Росія“», «Перші вогники». Характерно, що вже в цих ранніх полотнах велику вагу має пейзаж, який служить не тільки тлом, а й підпорядкований основній ідеї роботи та допомагає її розкриттю.
Художник присвятив багато уваги Одесі — місту, що стало рідним для нього на все життя. Так серія акварелей «Одеські пейзажі» виконана в соковитій колірній гамі. Акварелі відрізняються динамікою побудови композиції і немов кличуть на залиті сонцем гамірливі одеські вулиці, широкі майдани і бульвари («Філармонія», «Місто-сад», «Першотравневий ранок»). Улюбленою темою Попова-живописця стає життя моряків та будні рідної Одеси. Роботи «Портовики», «Новий пірс», «Квітень на Пересипі» (1960) — етапні в творчій біографії митця та свідчать про зростання майстерності.
1950 року Попов їде в Каховку та робить серію робіт на тему будівництва гідроелектростанції, як наслідок напруженої трирічної працю, з'являється серія картин «Нова Каховка». На жаль, захоплення документальністю та надмірна деталізація призвели до композиційного перевантаження окремих творів, що позбавило їх художньої романтичності.
Пошук нових тем і образів приводить Попова 1955 року на Урал, де він створює ряд пейзажних картин «Річка Нйва. Урал», «На Уралі». Тут переважають досить традицій1ні мотиви: ліси, гірські річки, гори. В полотнах присутні риси, що нагадують ранні одеські та каховські — панорамність та епічність. Як зазначає Ігор Шаров, ці твори приваблюють тональністю, ніжними світлотіньовими градаціями переважно сріблясто-сірих та вохристих відтінків, які добре передають сувору красу уральської природи.
Попов створює багато акварелей. У цій важкій техніці він працює сміливо, легко і в кращих роботах досягає справжньої віртуозності. Художник прагне складних, динамічних композицій, цікавого поєднання фарб. Уникаючи традиційної «локальності», Попов розширює камерні рамки акварелі, відображаючи найрізноманітніші явища життя, намагається не лише зафіксувати побачене, а й осмислити його: «Новий район Одеси», «Полудень у порту», а також «Старе місто. Варшава», «Річка Вісла. Варшава», «Дахи. Варна», що їх Попов виконує під час подорожей до Польщі та Болгарії. В них помітне романтичне сприйняття побачених автором великих міст Старої Європи.